# Territorium der Vatikanstadt

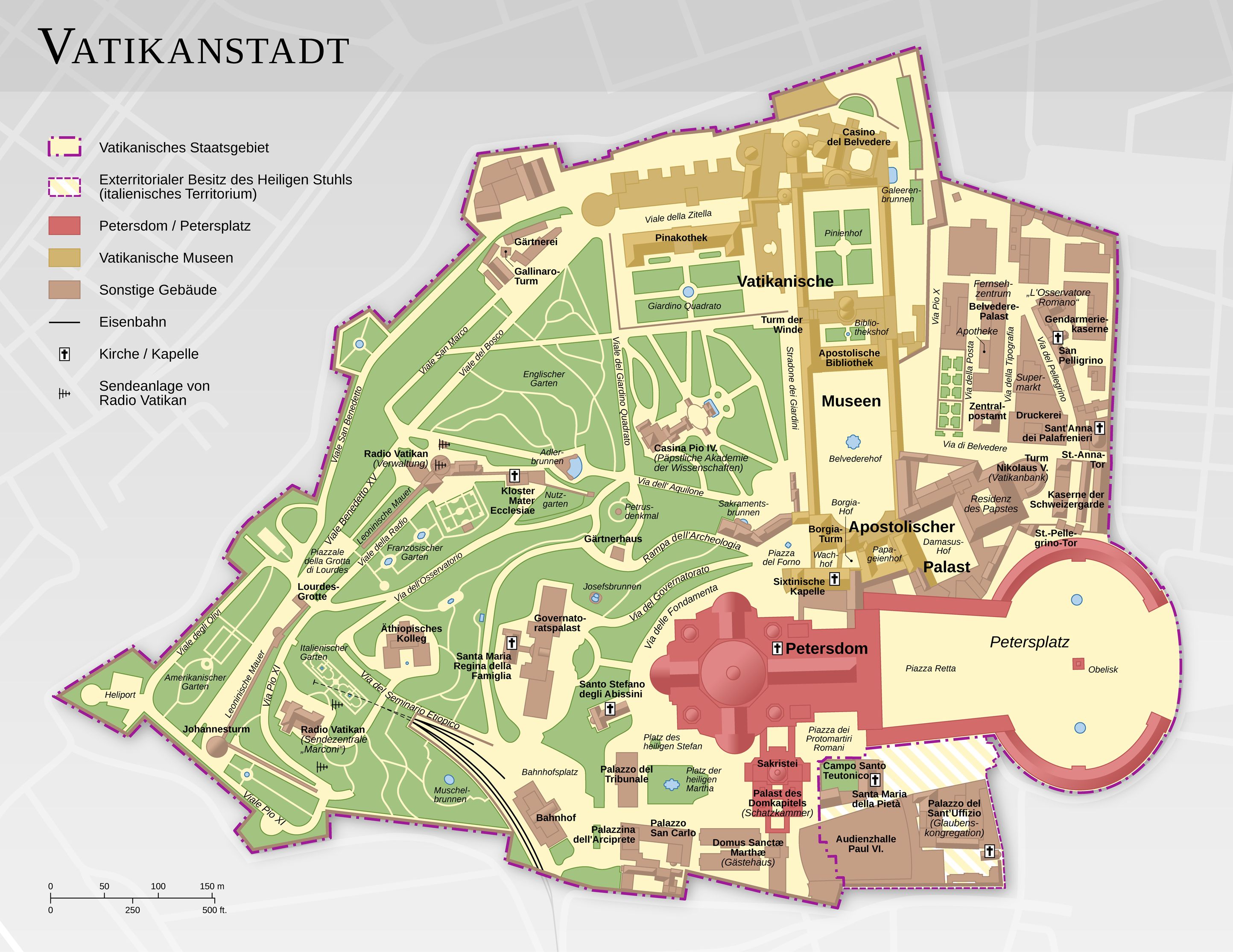
Karte der Vatikanstadt mit Grenzen

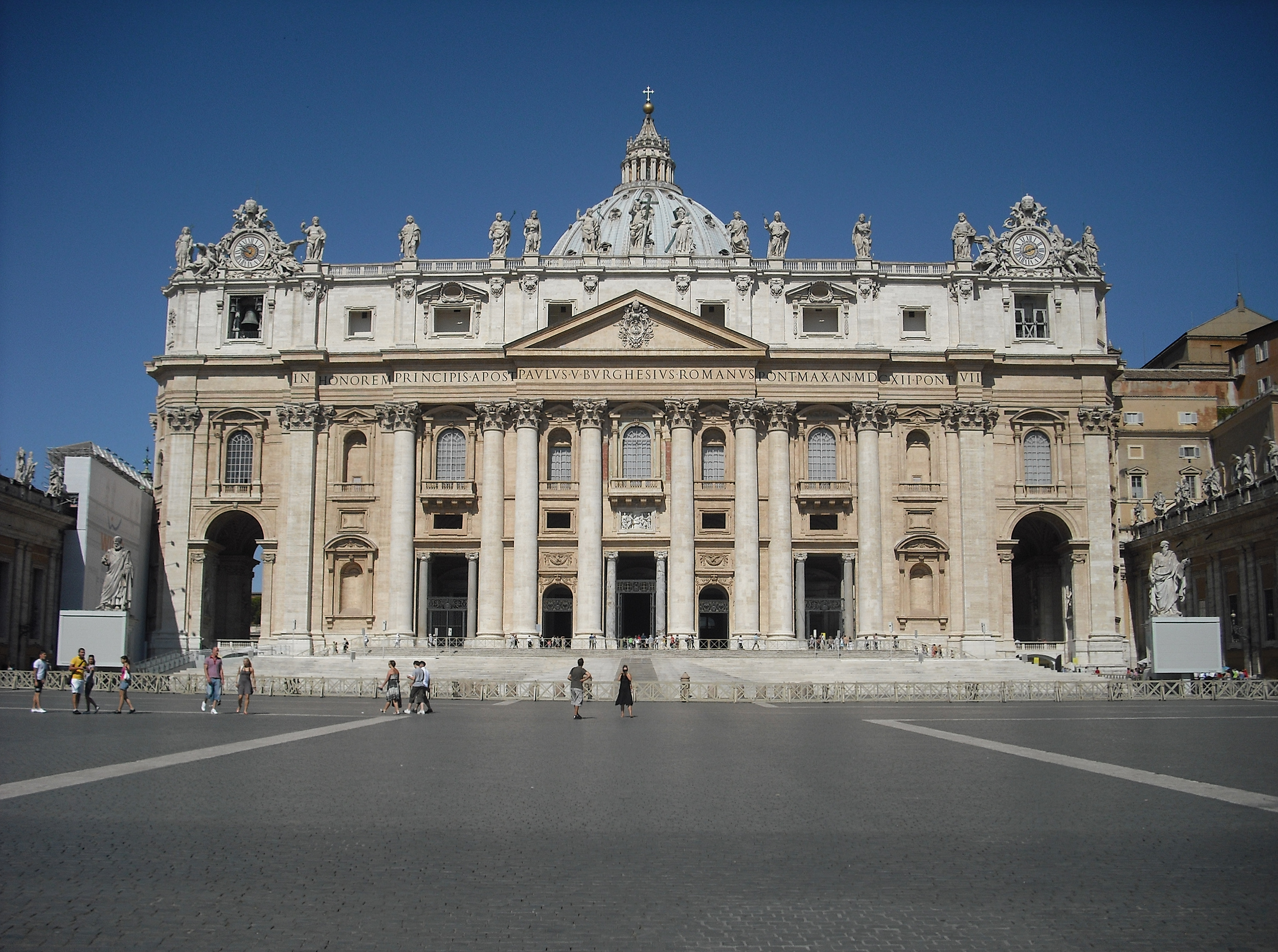
Blick über den Petersplatz auf den trapezförmigen Vorplatz (Piazza Retta) und den Petersdom

Das Territorium der Vatikanstadt wurde in Verhandlungen zwischen dem Heiligen Stuhl und der Regierung des Königreichs Italien, welche in die Unterzeichnung der Lateranverträge (1929) mündeten, festgeschrieben. Die Vatikanstadt wurde mit 0,44 km² der kleinste Staat der Erde.

## Ausdehnung des Territoriums
Das Staatsterritorium umfasst das mit einer Mauer umfriedete Gebiet des Vatikanischen Hügels. Es ist von römischem Stadtgebiet umgeben. Auf dem 0,44 km² großen Areal der Vatikanstadt befinden sich der Papstpalast, der Petersdom mit dem Petersplatz, die Vatikanischen Museen, die Vatikanischen Gärten, der Governatoratspalast, die Kasernen der Schweizergarde und der vatikanischen Gendarmerie, die Direktionen des Osservatore Romano und von Radio Vatikan, ein kleiner Teil der Audienzhalle Pauls VI. sowie weitere Verwaltungsgebäude.
Gemäß den Lateranverträgen blieben der Petersdom und der Petersplatz weiterhin der Öffentlichkeit zugänglich. Die Sicherung des letzteren (obwohl Teil vatikanischen Territoriums) übernehmen normalerweise italienische Polizeikräfte. Ihre Autorität endet jedoch am Fuße der Treppen, die Richtung Basilika führen. Für die Dauer spezieller Zeremonien kann der Petersplatz für die Öffentlichkeit gesperrt werden. In solchen Fällen, und wenn sich der Papst auf dem Petersplatz befindet, muss sich die italienische Polizei vom Platz auf italienisches Territorium zurückziehen.
Der Grenzverlauf zwischen der Vatikanstadt und Italien ist beim Campo Santo Teutonico und der Audienzhalle Pauls VI. (westlicher Rand des blau umrandeten Areals in der Karte) nicht genau kartiert und wird je nach Quelle (selbst in offiziellen Karten) unterschiedlich verzeichnet. Da jedoch der Vatikan in diesem Bereich zwar an italienisches Territorium grenzt, dieses sich aber im exterritorialen Besitz des Heiligen Stuhls befindet, ist dieser unklare Grenzverlauf ohne praktische Relevanz. Die Grenze des Kerngebiets zu Italien umfasst 3,2 km.

Karte der Vatikanstadt (Annex der Lateranverträge)

- _ Territorium der Vatikanstadt
- _ (Petersplatz): Territorium der Vatikanstadt, Sicherheitsagenden an italienische Sicherheitskräfte delegiert.
- _ Der schmale Streifen (ungefähr 3 m breit und 60 m lang) entlang der Außenseite der nördlichen Kolonnade Berninis ist nach den Lateranverträgen italienisches Territorium und unterliegt der italienischen Jurisdiktion. Diese Tatsache wurde von einer gemischten vatikanisch-italienischen Kommission, die bis 1932 tagte und die technischen Details der Verträge präzisierte, bestritten. Da diese Kommission jedoch von italienischer Seite nicht mit hochrangigen Juristen beschickt wurde und darüber hinaus nur beratende Funktion innehatte, wird die rechtliche Relevanz dieses Standpunktes von Italien nicht anerkannt.
- _ Das Gebiet ist zwar italienisches Territorium, steht jedoch im Besitz des Heiligen Stuhls und genießt exterritorialen Status. Es untersteht nicht der italienischen Jurisdiktion. Auf ihm befinden sich der Sitz der Kongregation für die Glaubenslehre, der größere Teil der Audienzhalle Pauls VI. sowie der Campo Santo Teutonico und das deutsche Kolleg.
- _ Das Areal südlich des vatikanischen Bahnhofs (stazione) wurde laut Notiz links unten auf der Karte als „Fläche auf italienischem Territorium zur Versorgung des Bahnhofs“ eingefärbt (dieser Bereich wurde in einer Karte der Gazetta Ufficiale von 1929 nicht hellgrau unterlegt).

## Exterritoriale Besitzungen des Heiligen Stuhls

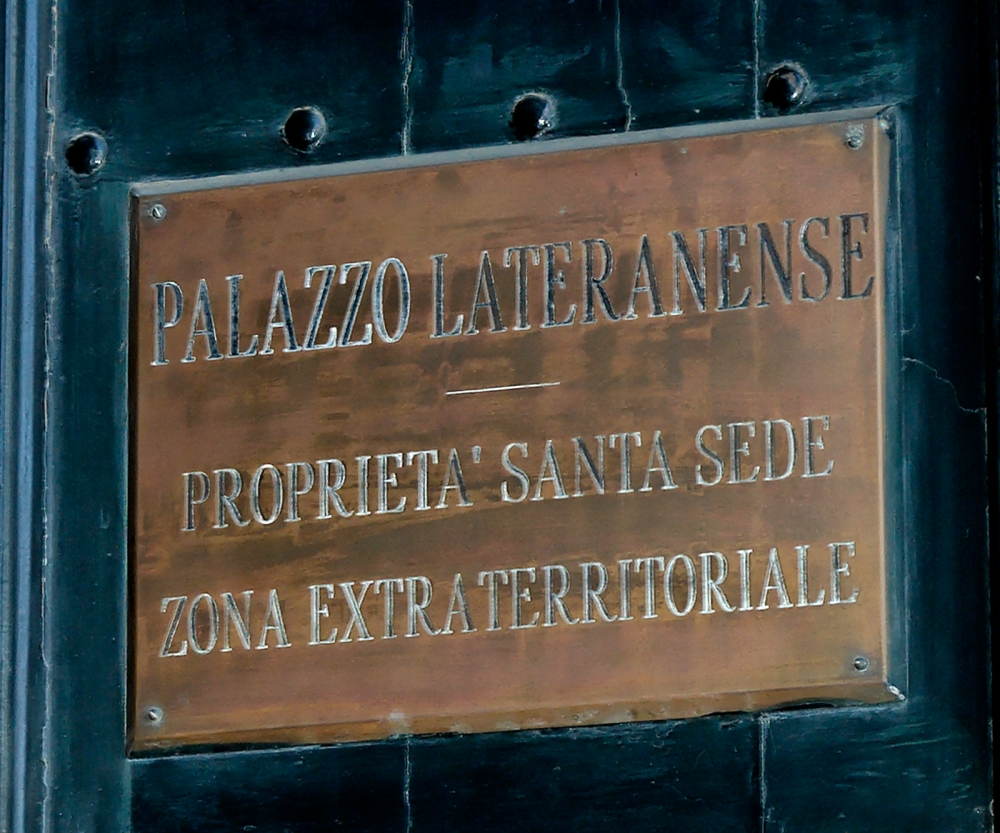
Schild mit Hinweis auf den exterritorialen Status am Tor des Lateranpalastes

Neben der Schaffung des Staates der Vatikanstadt übertrugen die Lateranverträge dem Heiligen Stuhl auch den Besitz mehrerer Gebiete und Gebäude innerhalb und außerhalb Roms.
Viele dieser Areale genießen einen besonderen Schutz, der auch als exterritorialer Status bezeichnet wird. Sie sind jedoch keine Teile des vatikanischen Territoriums, sondern gehören zum italienischen Territorium. Ihr Status entspricht gemäß Art. 15 des Lateranvertrags dem der nach dem Völkerrecht besonders geschützten Residenzen der diplomatischen Vertreter auswärtiger Staaten. Sie sind demnach von der italienischen Jurisdiktion grundsätzlich nicht ausgenommen.
Gleichwohl sind auch diese exterritorialen Gebiete unter der Kontrolle und in Besitz des Heiligen Stuhls (als nicht-staatliches Völkerrechtssubjekt) und wurden in das vatikanische Post- und Fernmeldewesen integriert. Die öffentliche Ordnung in den exterritorialen Besitzungen wird durch die vatikanische Gendarmerie gewährleistet. Die Verwaltung eines Teils der Gebiete – der ehemaligen Sommerresidenz in Castel Gandolfo – wird von einer eigenen Abteilung des Governatorats der Vatikanstadt - der Direktion der päpstlichen Villen - ausgeübt.
Folgende Gebiete und Gebäude haben exterritorialen Status (ohne Anspruch auf Vollständigkeit):
- die Patriarchalbasiliken San Giovanni in Laterano, Santa Maria Maggiore und San Paolo fuori le Mura, sowie die angeschlossenen Gebäude
- der Palast der Glaubenskongregation, der größere Teil der Audienzhalle Pauls VI. sowie der Campo Santo Teutonico und das deutsche Kolleg (Collegio Teutonico di Santa Maria in Campo Santo) in der Nähe des Petersdoms
- der Palazzo di Propaganda Fide an der Piazza di Spagna
- das Gebiet, das den nordwestlichen Teil des Gianicolo-Hügels einnimmt, u. a. mit der Päpstlichen Universität Urbaniana, dem Päpstlichen Nordamerika-Kolleg, dem Päpstlichen Ukrainischen Kolleg, dem Päpstlichen Rumänischen Kolleg, dem Kinderkrankenhaus Bambino Gesù und der Kirche Sant’Onofrio al Gianicolo
- der Palazzo di San Callisto in Trastevere
- der Palazzo della Cancelleria am Corso Vittorio Emanuele II.
- der Palazzo Maffei Marescotti in Pigna
- die päpstliche Sommerresidenz in Castel Gandolfo
- das Sendezentrum von Radio Vaticano in Santa Maria di Galeria (seit 1951)
- das Pontificio Seminario Romano Minore

Außerdem ist jede Kirche innerhalb Italiens, in der der Papst religiöse Zeremonien durchführt und zu der die Öffentlichkeit keinen Zutritt hat, während dieses Zeitraums exterritorial.
Da sich die stadtplanerischen Anforderungen der Stadt Rom bzw. von Castel Gandolfo und die Bedürfnisse des Heiligen Stuhls seit dem Inkrafttreten der Lateranverträge geändert haben, kam es seit 1929 mehrmals zu Gebietsabtäuschen beziehungsweise zu kleineren Korrekturen im Grenzverlauf der exterritorialen Gebiete. So wurde beispielsweise im Jahr 1979 der Palazzo della Dataria beim Quirinalspalast dem italienischen Staat übertragen, der im Austausch den Palazzo San Pio X an der Via della Conciliazione an den Heiligen Stuhl abtrat.

## Lateranverträge: Verhandlungen über die Ausdehnung des Territoriums
In den Verhandlungen, die schließlich in den Abschluss der Lateranverträge mündeten, wurde von beiden Seiten die Frage der Ausdehnung des zukünftigen Staates erörtert. In der Frühphase der Diskussion (1926) stand die Integration der Villa Doria Pamphili (ungefähr 2 km südlich der Vatikanstadt) in das Staatsterritorium im Raum (inklusive einer Verbindung mit der Vatikanstadt über die Villa Abamelek). Viele Kurienkardinäle begegneten diesem Vorschlag jedoch mit Skepsis, da bei einer zu großen Ausdehnung des zukünftigen Staates ein Übermaß an administrativen Problemen befürchtet wurde.